# Relaciones Serbia-Venezuela
Las relaciones Serbia-Venezuela son las relaciones internacionales entre Serbia y Venezuela. Serbia está representada en Venezuela a través de su embajada en Brasilia (Brasil). Venezuela está representada en Serbia a través de su embajada en Belgrado, Serbia.

## Acuerdos
El Ministro de Relaciones Exteriores de la República de Serbia Vuk Jeremić y el ministro de Relaciones Exteriores de Venezuela Nicolás Maduro firmaron dos acuerdos de cooperación Sobre aspectos políticos y educativos, y proyectos agroindustriales y energéticos en 2010.

## Guerra de Bosnia
En 1993, durante la guerra de Bosnia, Venezuela fue miembro del Consejo de Seguridad de las Naciones Unidas, y defendió fuertemente y votó para imponer sanciones a Serbia por su apoyo a los serbios de Bosnia en batallas con los croatas de Bosnia alrededor de Srebrenica.

## Independencia de Kosovo
Después de la declaración de independencia de Kosovo de 2008, el presidente venezolano Hugo Chávez anunció que Venezuela no reconoce la independencia de Kosovo con el argumento de que se ha logrado a través de la presión de Estados Unidos y criticó una reciente política Movimiento que clama por un estado más autónomo (Zulia). Dijo: "Esto no puede ser aceptado, es un precedente muy peligroso para el mundo entero". El 24 de marzo de 2008, Chávez acusó a Washington de intentar "debilitar a Rusia" apoyando la independencia de Kosovo. Llamó al nuevo líder de Kosovo, el primer ministro Hashim Thaçi, un "terrorista" puesto en el poder por los Estados Unidos y señaló que el nom de guerre del exlíder rebelde era "La Serpiente". Chávez se había opuesto firmemente a la Guerra de Kosovo en 1999 cuando se convirtió en presidente. A partir de 2010, los diplomáticos venezolanos continuaron ofreciendo su apoyo a Serbia en "su lucha contra el separatismo".

## Relaciones culturales y deportivas
El Ministerio de Asuntos Internos de Serbia ha patrocinado relaciones culturales tales como partidos de voleibol entre Serbia y Venezuela.